# マイケル・カダイアー
マイケル・ブレント・カダイアー（Michael Brent Cuddyer, 1979年3月27日 - ）は、アメリカ合衆国バージニア州ノーフォーク出身の元プロ野球選手（外野手）。右投右打。

## 経歴

### プロ入りとツインズ時代
1997年のMLBドラフトでミネソタ・ツインズから1巡目（全体9位）指名を受け、8月19日に契約。
1998年は傘下のA級フォートウェイン・ウィザーズでプレー。遊撃手として122試合に出場したが、61失策と問題を残した。
1999年はA級フォートマイヤーズ・ミラクルでプレー。この年から三塁手にコンバートされた。130試合に出場し、打率.298・16本塁打・82打点・14盗塁だった。
2000年はAA級ニューブリテン・ロックキャッツで138試合に出場し、打率.263・6本塁打・61打点・5盗塁だった。
2001年にはAA級ニューブリテンで開幕を迎え、9月18日にツインズとメジャー契約を結んだ。9月23日のクリーブランド・インディアンス戦でメジャーデビュー。8番・指名打者で先発起用され、2打数1安打1四球1三振だった。この年は8試合に出場し、打率.222だった。
2002年の開幕前にはルーキー・オブ・ザ・イヤーの筆頭候補としても名が挙がった。しかし、まだ守備に不安があり、打撃では変化球に弱点があったため結果を残す事ができず、正三塁手のコーリー・コスキーや正一塁手のダグ・ミントケイビッチからポジションを奪うには至らなかった。この年は41試合に出場し、打率.259・4本塁打・13打点・2盗塁だった。
2003年は開幕ロースター入りし、開幕後は右翼手として先発起用された。24試合に出場したが、打率.233と落ち込み、5月9日にAAA級ロチェスター・レッドウイングスへ降格した。8月31日に再昇格。この年は35試合に出場し、打率.245・4本塁打・8打点・1盗塁だった。
2004年は正二塁手のルイス・リバスが5月に故障で離脱したため出場機会が増え、この年は115試合に出場した。打率.263・12本塁打・45打点・5盗塁だった。
2005年3月4日にツインズと1年契約に合意。前年オフにコスキーが移籍したため、開幕後は三塁に定着。126試合に出場し、打率.263・12本塁打・42打点・3盗塁だった。
2006年1月21日にツインズと130万ドルの1年契約に合意。それまで右翼を守っていたジャック・ジョーンズがシカゴ・カブスへ移籍。カダイアーは、打撃に専念させる意味で外野へとコンバートされる。そして、チームの中軸でともに左打者のジョー・マウアー・ジャスティン・モルノーとの兼ね合いで4番に入る事が多くなった。シーズンを通しては自身初の20本塁打と100打点を記録し、オフの11月には英語教師をしている女性と結婚した。
2007年2月15日にツインズと375万5000ドル+出来高50万ドルの1年契約に合意。この年は144試合に出場し、打率.276・16本塁打・81打点・5盗塁だった。
2008年1月25日にツインズと総額2400万ドルの3年契約（2011年・1050万ドルの球団オプション付き）に合意。6月29日に左手人差し指の怪我で15日間の故障者リスト入りし、9月13日に復帰。長期離脱の影響で71試合の出場にとどまり、打率.249・3本塁打・36打点・5盗塁だった。
2009年は153試合に出場し、打率.276・32本塁打・94打点・6盗塁だった。オフの11月7日にツインズが2011年シーズン・1050万ドルの球団オプションを行使した。
2010年は右翼手として開幕を迎えたが、7月にジャスティン・モルノーが故障で離脱したため、一塁でも起用された。この年は157試合に出場し、打率.271・14本塁打・81打点・7盗塁だった。
2011年は怪我人続出のツインズで唯一出場し続けた。また、この年キャリア11年目にして初めてオールスターにも出場した。この年のオールスターゲームはツインズからはこのカダイアーただ1人だった。7月25日のテキサス・レンジャーズ戦では大差でリードされた終盤に、ツインズの野手としては21年ぶりとなる公式戦登板を果たした。この年は139試合に出場し、打率.284・20本塁打・70打点・11盗塁だった。オフの10月30日にFAとなった。

### ロッキーズ時代
2011年12月20日にコロラド・ロッキーズと総額3150万ドルの3年契約を結んだ。
2012年は、ロッキーズ打線の中軸を担う戦力として期待されたが、8月19日にこのシーズン2度目の故障者リスト入りしてしまい、101試合の出場に留まった。故障者リスト入りするまでの成績は、打率.260・16本塁打・58打点・8盗塁というもので、二塁打30本に関しては既に前年を上回っていた。この年は、主に右翼を守った。
2013年は、期待に応えられなかった前年とは打って変わり、ヒットを量産。自身2度目となるオールスターのメンバーに選出された。最終的には130試合に出場し、2年ぶりの規定打席到達を果たしたばかりか、打率.331を記録して自身初の打撃タイトルとなる首位打者に輝いた。また、打撃面での活躍が評価され、シルバースラッガー賞にも選出された。守備面では、右翼で守備防御点-16と散々だったが、拙守と前年の不振を補って余りある活躍ぶりだった。
2014年は、またしても戦線離脱を繰り返してしまい、2003年以来の少なさとなる49試合の出場に留まった。しかし、打率.332・OPS.955という成績は、いずれも首位打者に輝いた2013年を上回る数字であり、前年の打棒がまぐれでない事を証明。パワー面での10本塁打を含む計26本の長打を放ち、2試合未満で1本というハイペースで長打を生産した。オフの10月30日にFAとなった。その後ロッキーズは1年1530万ドルのクオリファイング・オファーを提示したが、承諾しなかった。

### メッツ時代
2014年11月10日にニューヨーク・メッツと総額2100万ドルの2年契約を結んだ。メッツでは117試合に出場したが、ヨエニス・セスペデスの加入やマイケル・コンフォルトの台頭もあり、ポジションはやや流動的な部分もあった。打撃面では打率.259・10本塁打・41打点・2盗塁という成績を記録、7年連続で二桁本塁打をクリアしたものの、過去2シーズンと比すると低調だった。守備で最も多く守ったのは左翼手（69試合）で、3失策・守備率.971・DRS - 3という内容だった。他には一塁手（18試合）と右翼手（6試合）も守っており、いずれでも無失策だった。
シーズン終了後、2年契約が1年残った状況ながら、故障を繰り返した事で自身の体に限界が訪れたとして、現役引退を表明した。

### 現役引退後
2021年6月にU18 アメリカ合衆国代表のアシスタントコーチに就任した。

## プレースタイル・人物
メインポジションは右翼手で、三塁手・一塁手・二塁手・左翼手・中堅手・投手のプレー経験がある。
ポール・モリターに似たコンパクトな速いスイングで、パワーもあり選球眼も悪くないが、ストライクゾーンを外れた外角の変化球には弱い。足は遅くはないが、走塁技術には難点がある。三塁手としては難のある捕球を強肩でカバーしていたが、外野手としては最短距離でボールに向かい、送球も正確で補殺も多い。
手品が得意で、ツインズ時代はロッカールームなどでもチームメイト相手に手品を披露し、チームのムードメーカー的存在にもなっている。

## 詳細情報

### 年度別打撃成績
| 年 度     | 球 団     | 試 合 | 打 席 | 打 数 | 得 点 | 安 打 | 二 塁 打 | 三 塁 打 | 本 塁 打 | 塁 打 | 打 点 | 盗 塁 | 盗 塁 死 | 犠 打 | 犠 飛 | 四 球 | 敬 遠 | 死 球 | 三 振 | 併 殺 打 | 打 率 | 出 塁 率 | 長 打 率 | O P S |
| --------- | --------- | ----- | ----- | ----- | ----- | ----- | -------- | -------- | -------- | ----- | ----- | ----- | -------- | ----- | ----- | ----- | ----- | ----- | ----- | -------- | ----- | -------- | -------- | ----- |
| 2001      | MIN       | 8     | 20    | 18    | 1     | 4     | 2        | 0        | 0        | 6     | 1     | 1     | 0        | 0     | 0     | 2     | 0     | 0     | 6     | 1        | .222  | .300     | .333     | .633  |
| 2002      | MIN       | 41    | 123   | 112   | 12    | 29    | 7        | 0        | 4        | 48    | 13    | 2     | 0        | 1     | 1     | 8     | 0     | 1     | 30    | 3        | .259  | .311     | .429     | .740  |
| 2003      | MIN       | 35    | 114   | 102   | 14    | 25    | 1        | 3        | 4        | 44    | 8     | 1     | 1        | 0     | 0     | 12    | 0     | 0     | 19    | 6        | .245  | .325     | .431     | .756  |
| 2004      | MIN       | 115   | 382   | 339   | 49    | 89    | 22       | 1        | 12       | 149   | 45    | 5     | 5        | 2     | 1     | 37    | 2     | 3     | 74    | 8        | .263  | .339     | .440     | .779  |
| 2005      | MIN       | 126   | 470   | 422   | 55    | 111   | 25       | 3        | 12       | 178   | 42    | 3     | 4        | 1     | 3     | 41    | 5     | 3     | 93    | 19       | .263  | .330     | .422     | .752  |
| 2006      | MIN       | 150   | 635   | 557   | 102   | 158   | 41       | 5        | 24       | 281   | 109   | 6     | 0        | 0     | 6     | 62    | 5     | 10    | 130   | 11       | .284  | .362     | .504     | .867  |
| 2007      | MIN       | 144   | 623   | 547   | 87    | 151   | 28       | 5        | 16       | 237   | 81    | 5     | 0        | 0     | 5     | 64    | 1     | 7     | 107   | 19       | .276  | .356     | .433     | .790  |
| 2008      | MIN       | 71    | 279   | 249   | 30    | 62    | 13       | 4        | 3        | 92    | 36    | 5     | 1        | 0     | 0     | 25    | 4     | 5     | 40    | 7        | .249  | .330     | .369     | .699  |
| 2009      | MIN       | 153   | 650   | 588   | 93    | 162   | 34       | 7        | 32       | 306   | 94    | 6     | 1        | 0     | 2     | 54    | 3     | 6     | 118   | 22       | .276  | .342     | .520     | .862  |
| 2010      | MIN       | 157   | 675   | 609   | 93    | 165   | 37       | 5        | 14       | 254   | 81    | 7     | 3        | 0     | 4     | 58    | 7     | 4     | 93    | 26       | .271  | .336     | .417     | .753  |
| 2011      | MIN       | 139   | 584   | 529   | 70    | 150   | 29       | 2        | 20       | 243   | 70    | 11    | 1        | 0     | 3     | 48    | 3     | 4     | 95    | 18       | .284  | .346     | .459     | .805  |
| 2012      | COL       | 101   | 394   | 358   | 53    | 93    | 30       | 2        | 16       | 175   | 58    | 8     | 3        | 0     | 4     | 32    | 1     | 0     | 78    | 12       | .260  | .317     | .489     | .806  |
| 2013      | COL       | 130   | 540   | 489   | 74    | 162   | 31       | 3        | 20       | 259   | 84    | 10    | 3        | 0     | 3     | 46    | 5     | 2     | 100   | 13       | .331  | .389     | .530     | .919  |
| 2014      | COL       | 49    | 205   | 190   | 32    | 63    | 15       | 1        | 10       | 110   | 31    | 3     | 0        | 0     | 1     | 14    | 0     | 0     | 30    | 5        | .332  | .376     | .579     | .955  |
| 2015      | NYM       | 117   | 408   | 379   | 44    | 98    | 18       | 1        | 10       | 148   | 41    | 2     | 0        | 0     | 1     | 24    | 0     | 4     | 88    | 13       | .259  | .309     | .391     | .699  |
| MLB：15年 | MLB：15年 | 1536  | 6102  | 5488  | 809   | 1522  | 333      | 42       | 197      | 2530  | 794   | 75    | 22       | 4     | 34    | 527   | 36    | 49    | 1101  | 183      | .277  | .344     | .461     | .805  |

- 各年度の太字はリーグ最高

### 年度別投手成績
| 年 度    | 球 団    | 登 板 | 先 発 | 完 投 | 完 封 | 無 四 球 | 勝 利 | 敗 戦 | セ 丨 ブ | ホ 丨 ル ド | 勝 率 | 打 者 | 投 球 回 | 被 安 打 | 被 本 塁 打 | 与 四 球 | 敬 遠 | 与 死 球 | 奪 三 振 | 暴 投 | ボ 丨 ク | 失 点 | 自 責 点 | 防 御 率 | W H I P |
| -------- | -------- | ----- | ----- | ----- | ----- | -------- | ----- | ----- | -------- | ----------- | ----- | ----- | -------- | -------- | ----------- | -------- | ----- | -------- | -------- | ----- | -------- | ----- | -------- | -------- | ------- |
| 2011     | MIN      | 1     | 0     | 0     | 0     | 0        | 0     | 0     | 0        | 0           | ----  | 6     | 1.0      | 2        | 0           | 1        | 0     | 0        | 0        | 0     | 0        | 0     | 0        | 0.00     | 3.00    |
| MLB：1年 | MLB：1年 | 1     | 0     | 0     | 0     | 0        | 0     | 0     | 0        | 0           | ----  | 6     | 1.0      | 2        | 0           | 1        | 0     | 0        | 0        | 0     | 0        | 0     | 0        | 0.00     | 3.00    |

### タイトル
- 首位打者：1回（2013年）

### 表彰
- シルバースラッガー賞：1回（2013年）

### 記録
- MLBオールスターゲーム選出：2回（2011年、2013年）
- サイクル安打：2回（2009年5月22日、2014年8月17日）

### 背番号
- 5（2001年 - 2011年）
- 3（2012年 - 2014年）
- 23（2015年）